# Kjetil Rekdal
Kjetil André Rekdal (Fiksdal, Noruega, 6 de noviembre de 1968) es un exfutbolista noruego. Rekdal fue un jugador de gran disciplina táctica y polifuncionalidad, con gran visión de juego que se desempeñaba como volante de creación, también hizo de volante de contención, además de líbero al final de su carrera. 
Rekdal fue uno de los más importantes jugadores de la gran generación de futbolistas noruegos que en la década de los 90's clasificaron a los mundiales de Estados Unidos 1994 y Francia 1998. Anotó el gol del empate 1-1 en el legendario estadio de Wembley ante Inglaterra por las eliminatorias Estados Unidos 94. En los mundiales anotó dos goles; primero el gol en la victoria 1-0 sobre México en Estados Unidos 94 y anotó de penal el histórico y celebrado gol con el que Noruega venció al superfavorito Brasil por 2-1 en Francia 98. 
Fue Internacional 83 veces con su selección y anotó 17 goles. Es el máximo goleador noruego en los mundiales con 2 anotaciones.
Tras su retirada comenzó a ejercer de entrenador, actualmente entrena al Rosenborg BK de la Tippeligaen.

## Clubes

### Jugador
| Club                     | País     | Año       |
| ------------------------ | -------- | --------- |
| Molde FK                 | Noruega  | 1985-1988 |
| Borussia Mönchengladbach | Alemania | 1988-1990 |
| Lierse SK                | Bélgica  | 1990-1994 |
| Molde FK                 | Noruega  | 1994      |
| Lierse SK                | Bélgica  | 1994-1996 |
| Stade Rennais            | Francia  | 1996-1997 |
| Hertha BSC               | Alemania | 1997-2000 |
| Vålerenga Fotball        | Noruega  | 2000-2004 |

### Entrenador
| Club                 | País     | Año       |
| -------------------- | -------- | --------- |
| Vålerenga Fotball    | Noruega  | 2004-2006 |
| Lierse SK            | Bélgica  | 2006-2007 |
| 1. FC Kaiserslautern | Alemania | 2007-2008 |
| Aalesunds FK         | Noruega  | 2008-2012 |
| Vålerenga Fotball    | Noruega  | 2013-2016 |
| IK Start             | Noruega  | 2018-2019 |
| Ham-Kam              | Noruega  | 2020-2021 |
| Rosenborg            | Noruega  | 2021-     |

## Palmarés

### Como jugador

#### Campeonatos nacionales
| Título          | Club              | País    | Año  |
| --------------- | ----------------- | ------- | ---- |
| Copa de Noruega | Molde FK          | Noruega | 1994 |
| Copa de Noruega | Vålerenga Fotball | Noruega | 2002 |

### Como entrenador
| Título          | Club              | País    | Año  |
| --------------- | ----------------- | ------- | ---- |
| Copa de Noruega | Vålerenga Fotball | Noruega | 2002 |
| Eliteserien     | Vålerenga Fotball | Noruega | 2005 |
| Copa de Noruega | Aalesund FK       | Noruega | 2009 |
| Copa de Noruega | Aalesund FK       | Noruega | 2011 |

- Datos: Q431107
- Multimedia: Kjetil Rekdal / Q431107